# Melin Vor
Le Melin Vor est un moulin à marée situé à Plouezoc'h, en France.

## Localisation
Le moulin est situé près du lieu-dit du Dourduff en Terre, sur la commune de Plouezoc'h, dans le département français du Finistère. Il est situé sur la rivière de Dourduff.

## Description
Le moulin, ancien moulin seigneurial, est formé de l'édifice proprement dit, ainsi que d'une digue.

## Historique
Le moulin à marée daterait du XVIe siècle.
La digue et le mécanisme du moulin sont inscrits au titre des monuments historiques en 1988.